# Sapo Xulé
Sapo Xulé é um personagem fictício criado pelo artista Paulo José da Silva inicialmente para os quadrinhos, e que posteriormente se tornou um boneco infantil e uma série de jogos lançados em conjunto com a Tectoy.

## Características
Sapo Xulé vive no brejo, nos entornos da Lagoa Feliz, uma vez que foi expulso da cidade de Sapópolis pelo prefeito Sapo King, já que nenhum habitante conseguia aguentar seu chulé. Lá vive em sua casa em formato de Bota. É vizinho de Sapotão, seu melhor amigo, um sapo muito forte e gentil que acaba não sentindo os odores do Sapo Xulé em razão de sofrer de um contínuo resfriado. Sapo Xulé vive um eterno "romance" com a bela Sapita, que é loucamente apaixonada por ele, e cada vez que o vê, se enche de perfume, de modo que também não sente as fragrâncias de seu amado. Além de curtir a natureza do Brejo, Sapo Xulé adora praticar Kung-Fu, apesar de que nunca teve muita habilidade em tal arte.

## Criação
A ideia para a criação do Sapo Xulé surgiu inspirada pela popular canção infantil, “O sapo não lava o pé”, e o personagem teve a sua primeira aparição pública veiculada em Abril de 1993 no jornal infantil KidNews, que era distribuído gratuitamente em escolas de São Paulo. O personagem foi criado pelo artista Paulo José da Silva, que previamente havia trabalhado nas primeiras animações realizadas para a Turma da Mônica, além de quadrinhos de sucesso como Faustão e Xuxa. Em poucos meses, o personagem conquistou o público com o lançamento nas lojas de um boneco em parceria com a Tectoy, que além de didaticamente ensinar as crianças a amarrar cadarços (pois acompanhava um par de tênis), vinha com chulé de verdade, ou seja, tinha uma palmilha com uma fragrância para lá de inusitada. Com o sucesso, foram produzidos um minigame, três jogos para o console Master System, quadrinhos e uma série animada, além de um novo game em desenvolvimento pela Squash Studios para PC e consoles, com lançamento previsto para 2024.

## Jogos

### Sapo Xulé Mini game
Nos anos 90 a empresa Tectoy produziu uma série de minigames, com os mais variados personagens e franquias. Um destes mini games foi o do Sapo Xulé, lançado em 1994 e que colocava o personagem para saltar sobre plantas vitórias régias para pegar moscas enquanto evita ser atingido por inimigos como cobras e piranhas. De tempos em tempos, o jogador pode encontrar a Sapita, que confere uma pontuação extra, além de poder usar um ataque especial de chulé que derrota todos os inimigos na tela que o ícone do tênis aparece.

### Sapo Xulé vs Os Invasores do Brejo
O primeiro game da série foi lançado em 1995 pela Tectoy para o console Master System, e trata-se de um hack autorizado do jogo Psycho Fox, lançado originalmente em 1989 pela SEGA. No game, Sapo Xulé deve lidar com a ameaça do vilão Sapo King (Sapo Boi) e seus capangas, a cobra Sibila e o terrível Lagartão, que desejam dominar o brejo, além de terem sequestrado a Sapita (Rãzinha), namorada do Sapo Xulé. O game é do gênero plataforma, e além de controlar o Sapo Xulé, o jogador utiliza os personagens Porcopum, Ratopulga e Tartafede, cada qual com uma habilidade única.

### Sapo Xulé O Mestre do Kung Fu
O segundo game da série foi lançado em 1995 pela Tectoy para o console Master System, e trata-se  também de um hack autorizado do jogo Kung Fu Kid, lançado originalmente em 1987 pela SEGA. No game, Sapo Xulé deve lidar com a ameaça do feiticeiro Naja para vingar o sequestro de seu mestre de Kung Fu, o sapo Ching-Ling. O game é do gênero ação e possui 07 fases, onde além das habilidades de Kung-Fu, Sapo Xulé faz uso de talismãs que conferem poderes especiais.

### Sapo Xulé S.O.S. Lagoa Poluída
O terceiro game da série foi lançado no Brasil em 1995 pela Tectoy e em 1996 em Portugal pela SEGA para o console Master System. Novamente, trata-se de um hack autorizado do jogo Astro Warrior, lançado originalmente em 1986 pela SEGA. No game, Sapo Xulé deve lidar gananciosos cientistas liderados pelo Sapo King (Sapo Boi), que construíram um complexo industrial submerso para produzir energia barata, mas cuja poluição produzida ameaça toda a lagoa. Desesperados por ajuda, os habitantes da Lagoa Feliz recorrem ao sábio Mestre Jabuti (Cágado Adão), que tem a ideia de construir um poderoso submarino para que Sapo Xulé possa acabar com esse terrível ameaça. O game é do gênero Shoot em up (navinha) com deslocamento horizontal e possui 03 fases, onde o submarino de Sapo Xulé pode receber upgrades para derrotar os inimigos mais facilmente.

### Sapo Xulé e o Casamento Indesejado
Em 2023, como uma das ações para a comemoração do 30º aniversário do Sapo Xulé, foi anunciado um quarto game baseado na franquia. Desenvolvido em parceria entra a Squash Studios e o criador do personagem, o artista Paulo José da Silva, o game de plataforma está em desenvolvimento para PC e consoles, com lançamento previsto para 2024. Na história do game, preocupado com sua baixa popularidade, Sapo King, o prefeito de Sapópolis (e autointitulado Rei), descobre que a população anseia por uma primeira dama! Para resolver a situação, ele ordena que a cobra Sibila crie uma poção do amor para ser utilizada na “candidata” ao casamento. O problema, é a escolhida: Sapita, a sapinha mais perfumada e bonita da cidade, e “namorada” do Sapo Xulé. Ao tomar conhecimento, nosso herói parte ao resgate de sua amada, mas encontrará muitos desafios pelo caminho, como a Guarda Real e o Sindicato dos Capangas, que farão de tudo para detê-lo há tempo da realização do casamento. 

## Quadrinhos

### Jornal KidNews
De 1993 a 1999 o Sapo Xulé teve suas tirinhas publicadas no Jornal KidNews, que era distribuído periodicamente de forma gratuita em escolas do estado de São Paulo. Atualmente essas tiras clássicas estão sendo republicadas digitalmente nas redes sociais do Sapo Xulé.

### Sapo Xulé: Quem Roubou Minha Lagoa (Graphic novel)
Em 2019, o criador do Sapo Xulé, o artista Paulo José da Silva lançou em parceria com a editora WarpZone, a graphic novel “Sapo Xulé: Quem Roubou Minha Lagoa”, com uma história inédita em 60 páginas.

## Série animada e outras mídias

### Série animada
Em 2008 através de uma parceria entre a produtora Cinema Animadores e o criador do Sapo Xulé, o artista Paulo José da Silva, foi concebida a série animada, que resultou em 06 episódios, exibidos originalmente na Rede TV e em festivais de animação. A produção contava com o dublador Wendel Bezerra (a voz de Goku de Dragon Ball e do Bob Esponja) interpretando o Sapo Xulé.
| Episódio | Título                                |
| -------- | ------------------------------------- |
| 01       | "Sapo Xulé: Vento Contra"             |
| 02       | "Sapo Xulé: Doce veneno"              |
| 03       | "Sapo Xulé: Viva Nosso Herói"         |
| 04       | "Sapo Xulé: Outra Vez Herói"          |
| 05       | "Sapo Xulé: Bolo Enfeitiçado"         |
| 06       | "Sapo Xule: Bem Me Quer, Mal Me Quer" |

Posteriormente os episódios "Sapo Xulé: Vento Contra", "Sapo Xulé: Viva Nosso Herói" e "Sapo Xulé: Bem Me Quer, Mal Me Quer" foram comercializados pela Editora Callis em formato DVD-Book, ou seja, um disco com um episódio juntamente com um livrinho infantil com a transcrição da história e imagens da animação.
Em 2018 o episódio especial do Sapo Xulé: O Gavião, com animação em 3D foi produzido em parceria com o criador do personagem e a Companhia Cinematográfica Vera Cruz.  Atualmente as animações estão disponíveis digitalmente nas redes sociais no Sapo Xulé e no canal oficial do criador do Sapo Xulé.